# Безпечний інтервал
Безпе́чний інтерва́л — відстань між боковими частинами транспортних засобів, що рухаються, або між ними та іншими об'єктами, за якої гарантована безпека дорожнього руху.